# Хорді Фігерас
Хорді Фігерас (ісп. Jordi Figueras, нар. 16 травня 1987, Льєйда) — іспанський футболіст, центральний захисник клубу «Альхесірас».
Виступав за низку іспанських клубних команд, а також у декількох іноземних клубів. 

## Ігрова кар'єра
Народився 16 травня 1987 року в місті Льєйда. Вихованець футбольної школи клубу «Льєйда». 2005 року перейшов до структури мадридського «Реала», де грав за третю команду, «Реал Мадрид C». 
З 2008 року — у клубній структурі «Сельта Віго», спочатку грав за команду «Сельта Б», а сезон 2009/10 провів у Сегунді, граючи за основну команду клубу.
2010 року за 850 тисяч євро перейшов до казанського «Рубіна», де мав скласти пару центральних захисників із досвідченішим земляком Сесаром Навасом. Утім у Росії не заграв і того ж року повернувся на батьківщину, де на правах оренди провів по сезону за «Реал Вальядолід» і «Райо Вальєкано».
У січні 2012 року уклав контракт на 4,5 роки із бельгійським «Брюгге». Протягом наступного року був одних з основних центральних захисників бельгійської команди. Однак за рік знову повернувся на батьківщину і другу половину сезону 2012/13 провів знову граючи в оренді в «Райо Вальєкано» у Ла-Лізі.
Влітку 2013 на умовах повноцінного контракт перейшов до лав команди «Реал Бетіс», за яку провів два повноцінних сезони. У першій половині сезону 2015/16, свого третього у команді, вже практично не грав і на початку 2016 року перебрався до Туреччини, ставши гравцем «Ескішехірспора». Провівши півроку у цій команді, приєднався до німецького друголігового «Карлсруе СК». За рік, у 2017, знайшов варіант продовження кар'єри в Індії, де протягом сезону грав за «Атлетіко» (Колката).
2018 року повернувся на батьківщину, де уклав контракт з «Расінгом» (Сантандер), на той час представником Сегунди Б, і провів у його складі три сезони.
Влітку 2021 року приєднався до також третьолігового «Альхесіраса».

## Титули і досягнення
- Володар Суперкубка Росії (1):

«Рубін»: 2010